# Lower.com Field
Das Lower.com Field ist ein Fußballstadion in der US-amerikanischen Stadt Columbus im Bundesstaat Ohio. Es löste das Historic Crew Stadium als Heimspielstätte des Fußball-Franchises Columbus Crew der Major League Soccer (MLS) ab. Die Eröffnung fand am 3. Juli 2021 statt.

## Geschichte
Am 10. Oktober 2019 wurde der erste Spatenstich ausgeführt. Das Lower.com Field ist der Nachfolger des 1999 eingeweihten Historic Crew Stadium, das erste reine Fußballstadion der MLS. Es liegt mit rund zwei Meilen näher am Stadtzentrum von Columbus als das alte Crew Stadium mit rund fünf Meilen. Der Neubau liegt im Arena District, in dem sich schon die Mehrzweckhalle Nationwide Arena befindet. In der Halle trägt das Eishockey-Franchise der Columbus Blue Jackets aus der National Hockey League (NHL) seine Partien aus. Zwischen dem Fußballstadion und der Halle liegt der Huntington Park, die Heimspielstätte der Triple-A-Baseballmannschaft der Columbus Clippers (Farmteam der Cleveland Indians).
Mit dem Eigentümerwechsel bei Columbus Crew zum 1. Januar 2019 zur Familie Haslam mit Jimmy Haslam, Besitzer der Cleveland Browns aus der National Football League (NFL), ging auch die Errichtung einer neuen Heimat der Crew einher. Neben dem Stadion sollen 885 Wohnungen, Büros für 1200 Angestellte sowie rund 25.000 m² Gewerbefläche entstehen. Die Kosten des gesamten Projektes sind bei etwa 645 Mio. US-Dollar eingeplant, davon rund 314 Mio. US-Dollar für den Stadionbau. Das gesamte Projekt ist privatfinanziert. Ursprünglich sollte die vom Architekturbüro HNTB entworfenen Fußballarena etwa 230 Mio. US-Dollar kosten und im Sommer 2019 mit Errichtung begonnen werden. Das Gelände hat eine Größe von 13,3 ha, wovon das Lower.com Field 5,26 ha einnimmt. Im Gegensatz zur alten Spielstätte sind die Ränge des Lower.com Field komplett, mit einer Fläche von rund 20.440 m² (220.000 sq ft), überdacht. Im Inneren stehen u. a. eine Lounge, ein Pub, mehrere Clubs mit 2000 Plätzen, 33 Premium-Suiten, zehn Suiten auf Spielfeldhöhe, ein V.I.P.-Eingang, ein Fanshop sowie ein Biergarten bereit, der sich hinter der Nordtribüne befindet. Der Rang trägt den deutschen Namen Nordecke, wie schon im alten Stadion. Von den 20.011 Plätzen sind 3356 Safe-Standing-Plätze, dies ist der zweitgrößte Stehplatzbereich der Liga. Innerhalb von zehn Minuten Gehweg stehen 6300 Parkplätze bereit.
Am 15. Juni 2021 wurde bekannt gegeben, dass das Online-Immobilienunternehmen Lower.com Namenssponsor des Stadions geworden ist. Durch einen langjährigen Vertrag trägt die Spielstätte den Namen Lower.com Field. Am 3. Juli 2021 wurde der Neubau mit der Partie der MLS zwischen Columbus Crew und der New England Revolution, wie schon im Historic Crew Stadium, eröffnet. Die 20.407 Zuschauer sahen ein 2:2-Unentschieden. Nach einem 0:2-Rückstand erzielte Gyasi Zardes das erste Tor für die Heimmannschaft.
Das Historic Crew Stadium soll in den Columbus Community Sports Park für die Gemeinde umgebaut werden. Die Stadt Columbus will vier Mio. US-Dollar zur Umgestaltung beisteuern. Columbus Crew hat neben dem Stadion das Trainings- und Ausbildungszentrum OhioHealth Performance Center errichtet. Im Juni 2021 wurde das Zentrum mit dem symbolischen Durchschneiden des Bandes eröffnet.

## Länderspiele
Im Oktober 2021 fand ein Qualifikationsspiel der Männer für die Fußball-Weltmeisterschaft 2022 im Stadion statt. Für Ende Januar 2022 ist eine zweite Partie der Qualifikation in Columbus angesetzt.
- 13. Okt. 2021:  Vereinigte Staaten –  Costa Rica 2:1 (Qualifikation zur Fußball-WM 2022)[13]
- 27. Jan. 2022:  Vereinigte Staaten –  El Salvador -:- (Qualifikation zur Fußball-WM 2022)

## Galerie

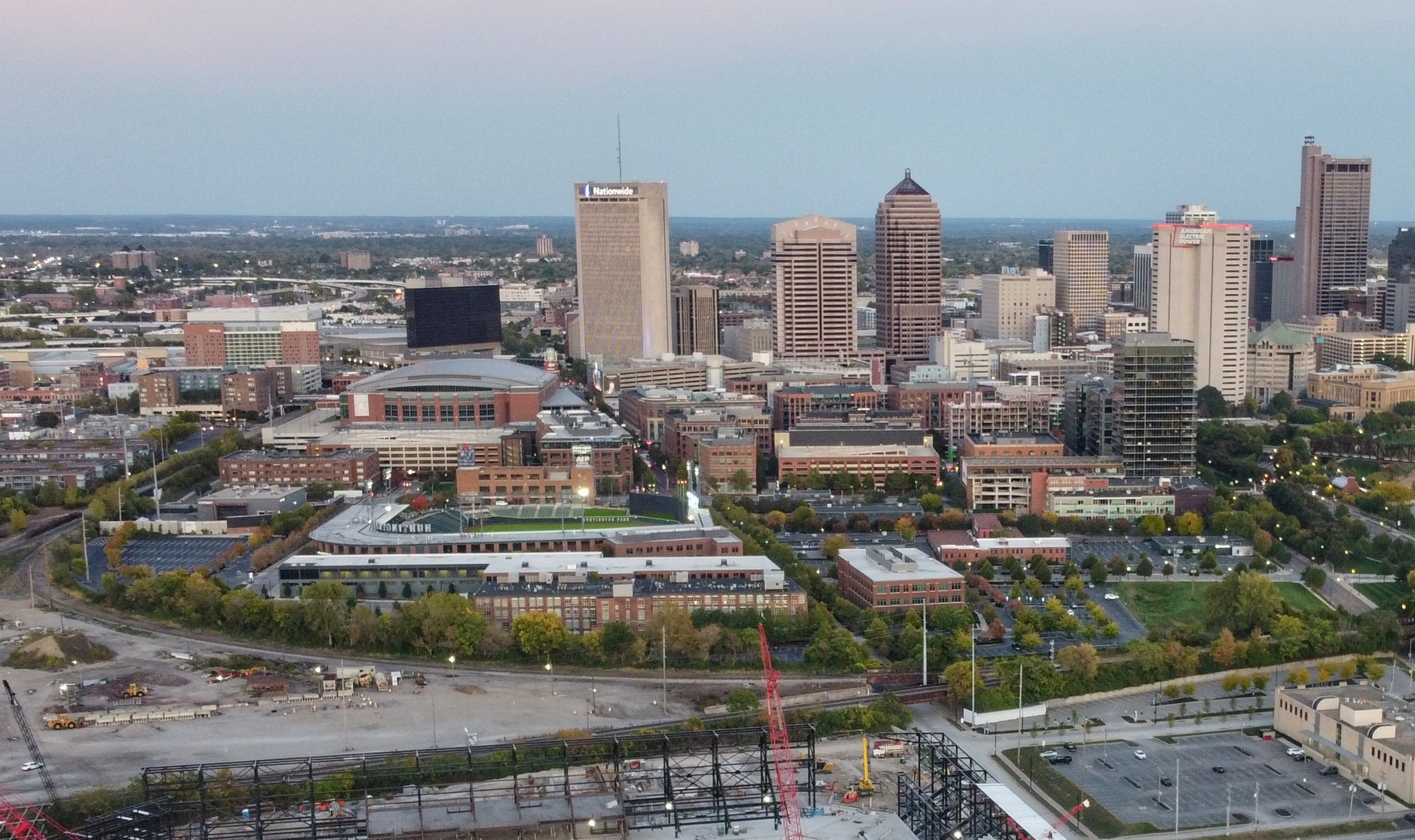
Der Arena District im Oktober 2020. Am unteren Bildrand die Baustelle des Lower.com Field. In der Bildmitte der Huntington Park und dahinter die Nationwide Arena
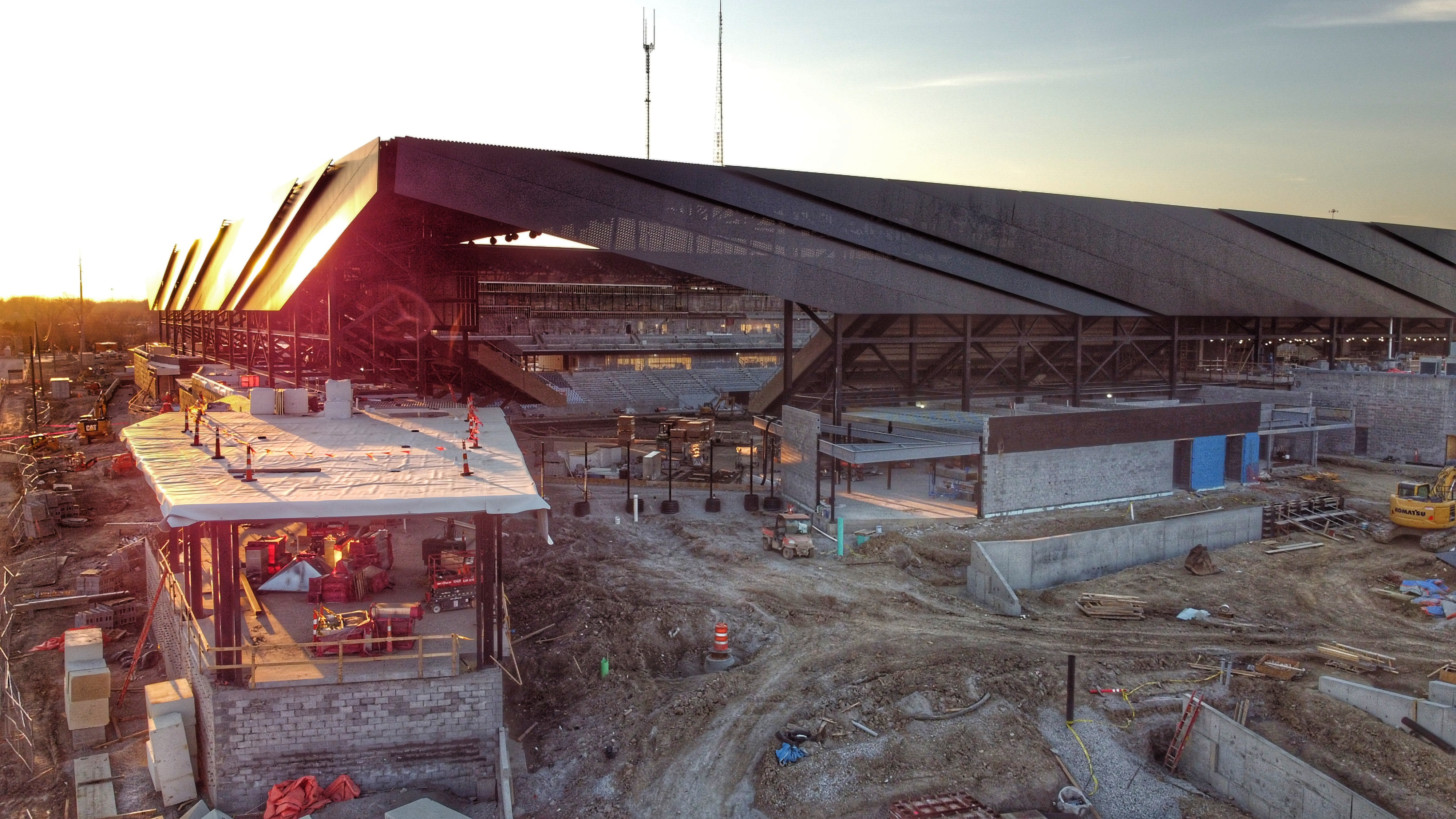
Die Baustelle im März 2021
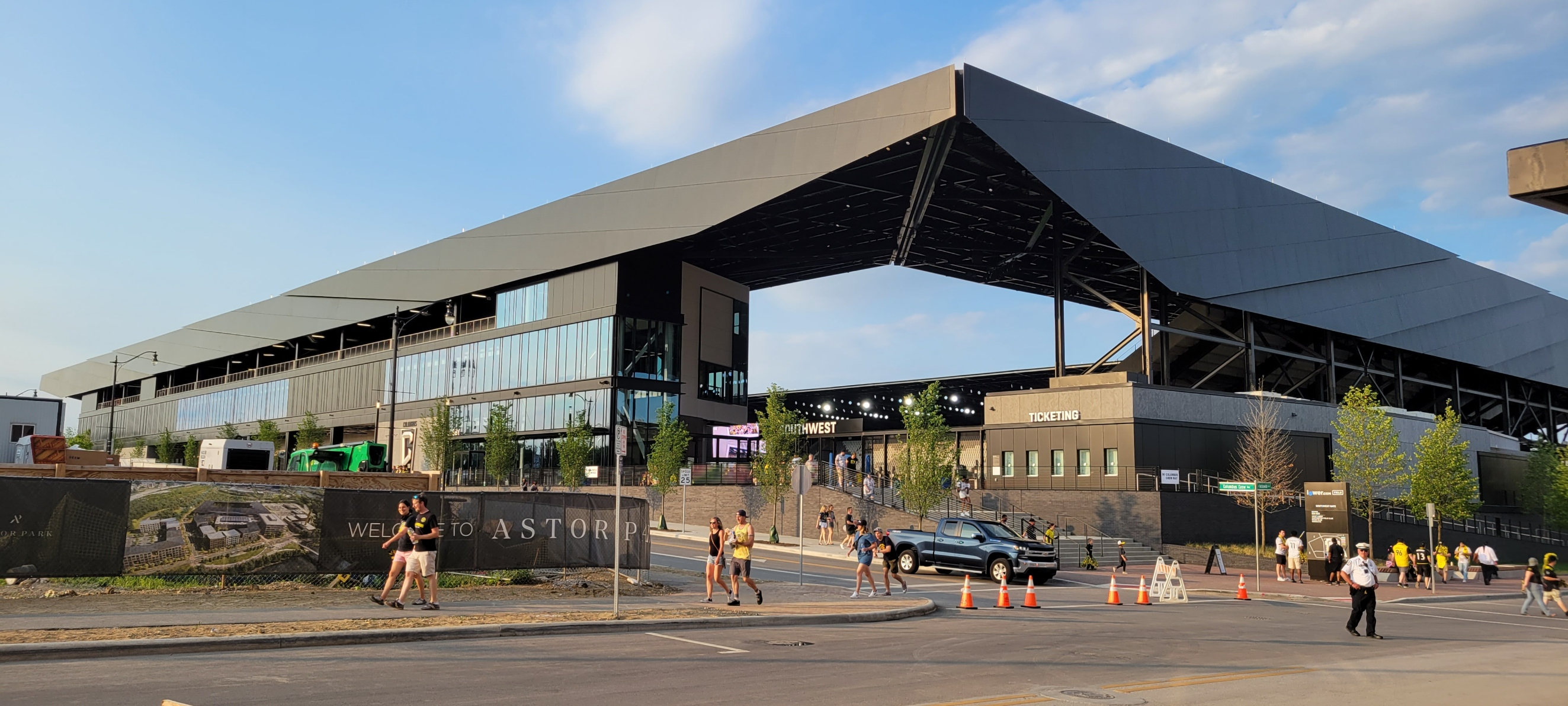
Der südwestliche Eingang am Tag der Eröffnung am 3. Juli 2021